# 日立LGデータストレージ

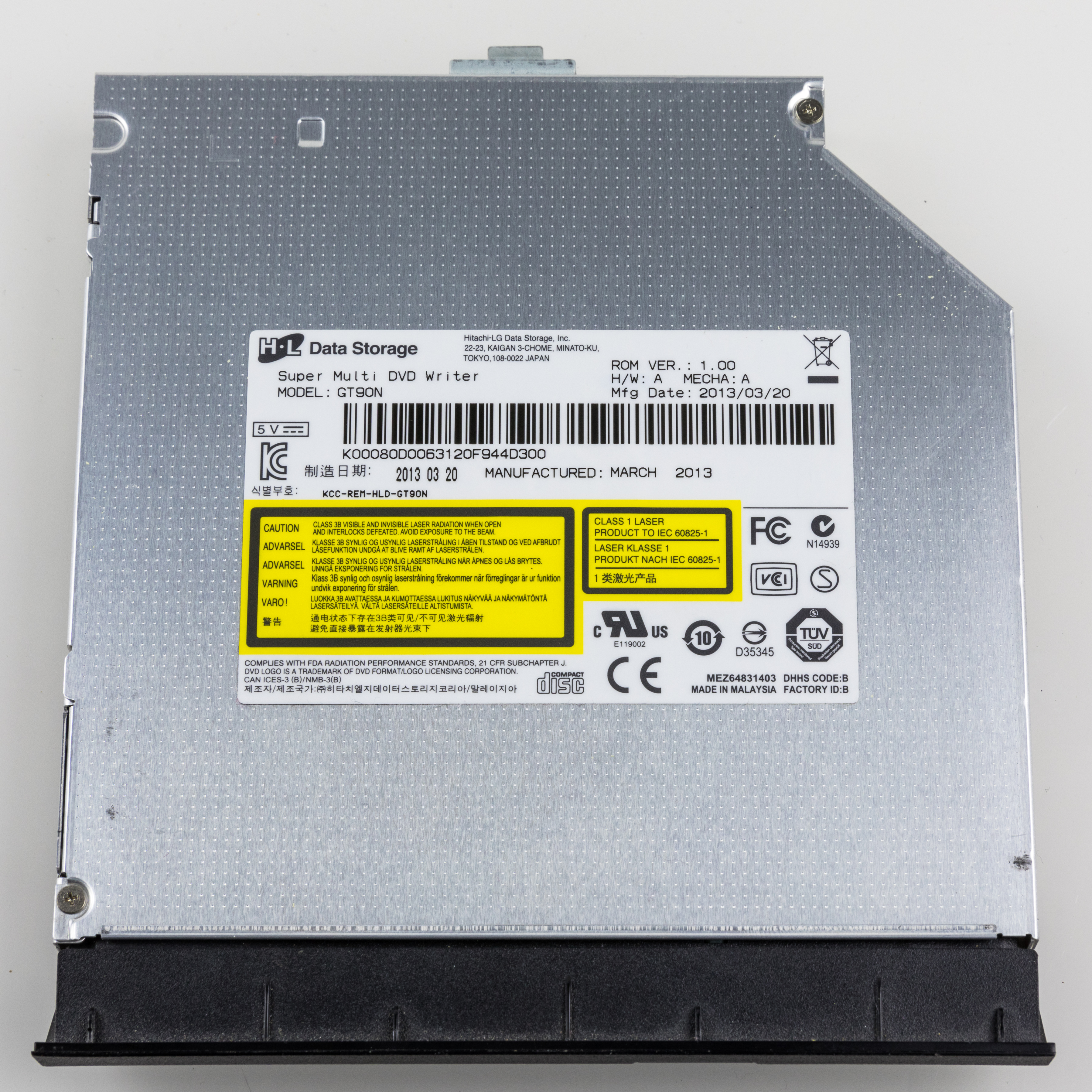
日立LG製DVDドライブ・GT90N

株式会社日立エルジーデータストレージ(英語：Hitachi-LG Data Storage, Inc. )は、株式会社日立製作所とLGエレクトロニクス株式会社の合弁会社であり、デスクトップパソコンやノートパソコン向けの各種PC用光学ドライブを製造している。2000年後期に設立され、2001年1月に事業を開始し、2006年にBlu-ray ドライブの開発に着手した。
創業以来、光学ドライブ業界の市場シェアをリードする会社として、2001年度にシェア20%、翌年度は29%にシェアを広げ、2016年度には60%のシェアを占める企業へと発展する。
2025年5月現在、PC用光学ドライブを唯一、製造・出荷している大変貴重なメーカーであり、事実上、同社の独壇場となっている。
近年は、自社のもつ光学ドライブ開発の技術と、その製造のノウハウを最大限に生かし、デジタルサイネージ、3D LiDARセンサー 、無人店舗ソリューション、車内空気清浄器など、製品ラインナップを拡大している。
日本における登記上の正式表記は株式会社日立エルジーデータストレージ。